# Charles Paris d’Orléans-Longueville

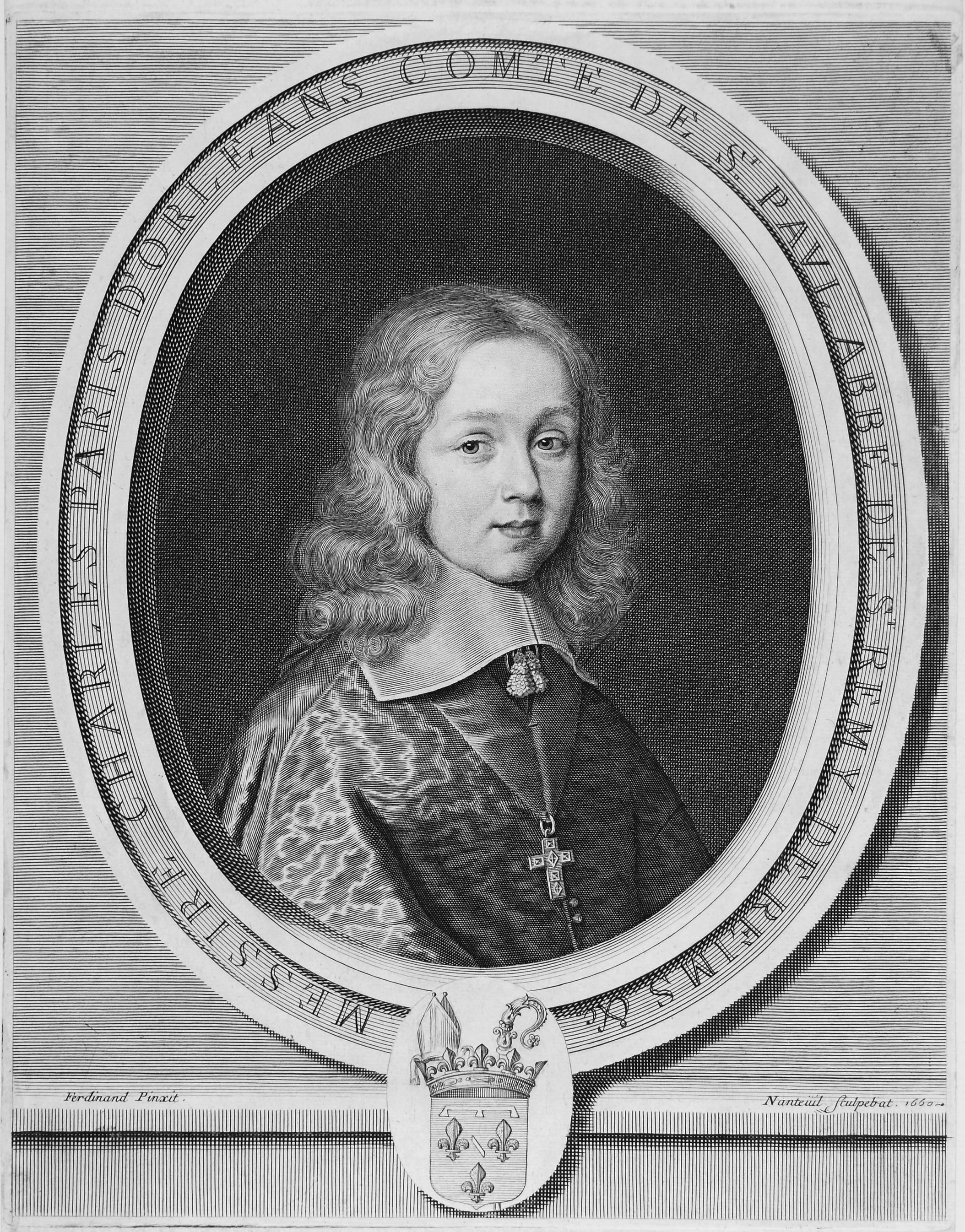
Charles Paris d’Orléans, Gravur von Robert Nanteuil, 1660, nach Louis Ferdinand Elle le Vieux, Bibliothèque municipale de Lille

Charles Paris d’Orléans (* Nacht von 28. Januar auf den 29. Januar 1649 im Pariser Hôtel de Ville; † 12. Juni 1672 bei Tolhuis (Lobith)) war Herzog von Longueville, Herzog von Estouteville, souveräner Fürst von Neuchâtel und Valangin, Graf von Dunois, Graf von Saint-Pol, Graf von Tancarville und gewählter Kandidat für den polnischen Thron.

## Leben
Charles Paris d’Orléans gilt als Sohn von Henri II. d’Orléans, Duc de Longueville und Anne Geneviève de Bourbon-Condé; der tatsächliche Vater von Charles Paris ist der Herzog und Schriftsteller François de La Rochefoucauld, das Kind wurde allerdings vom Herzog von Longueville anerkannt.
1661, im Alter von 12 Jahren, wurde er von Ludwig XIV. zum Kommendatarabt der Abtei Saint-Étienne de Caen ernannt. Während die Amtszeit seiner Vorgänger, die nur an den Einnahmen interessiert war, die sie aus dieser reichen königlichen Abtei ziehen konnten, von Konflikten mit den Mönchen gezeichnet war, war der Wechsel zu Charles Paris d’Orléans, unterstützt vom Herzog und der Herzogin von Longueville, von der Großzügigkeit der Familie gegenüber den Ordensleuten geprägt. Charles Paris d’Orléans gab seine Funktion aber am 2. Januar 1664 wieder zurück, nachdem sein Vater am 11. Mai 1663 gestorben war.
Im Jahr 1665 war er bereits Gouverneur der Normandie. 1667, im Alter von 18 Jahren begleitete er den König von Frankreich im Devolutionskrieg und nahm an der Eroberung von Tournai (Juni), Douai (Juli) und Lille (August) teil. Im Jahr darauf beteiligte er sich am Feldzug in der Freigrafschaft Burgund. Ende 1668 scheiterte an der Spitze von 100 Gentilshommes im Kampf gegen die Osmanen die Belagerung von Candia aufzuheben.
Da sein älterer Bruder Jean Louis sich wegen Geistesschwäche als unfähig erwiesen hatte, den Familienbesitz zu verwalten, insbesondere das souveräne Fürstentum Neuchâtel zu regieren, wurde Charles Paris 1668 selbst als 3. Fürst von Neuchâtel und 10. Herzog von Longueville eingesetzt, aber er übertrug die Regentschaft seiner Mutter Anne Geneviève de Bourbon-Condé und widmete sich ganz der militärischen Laufbahn.
Nach der Abdankung des polnischen Königs Johann II. Kasimir im September 1668 gehörte Charles Paris d’Orléans zu den Kandidaten um dessen Nachfolge und wurde aufgrund der Diplomatie François de Callières’ von den Magnaten auch gewählt, dann aber wie die übrigen ausländischen Konkurrenten vom Adel abgelehnt, der nach schlechten Erfahrungen mit Ausländern seine Stimme einem einheimischen Kandidaten geben wollte, so dass die endgültige Wahl am 19. Juni 1669 auf Michael Wiśniowiecki fiel.
Am 12. Juni 1672 befand er sich im ersten Feldzug des Holländischen Kriegs und setzte mit der französischen Kavallerie über den Rhein, als er beim Verlassen des Flusses von in der Burg Tolhuis verschanzten Soldaten angegriffen und getötet wurde.
Charles Paris d’Orléans blieb unverheiratet. Er hatte eine Beziehung mit Madeleine d’Angennes, Dame de La Loupe (* 1629; † 16. März 1714), der Schwester von Catherine Henriette d’Angennes und seit 1655 Ehefrau des Marschalls Henri de La Ferté-Senneterre, von der er einen Sohn bekam, Charles-Louis d’Orléans, Chevalier de Longueville (* 17. Dezember 1670), der am 7. September 1672 legitimiert wurde und am 1. November 1688 bei der Belagerung von Philippsburg fiel.
Charles Paris d’Orléans wurde in der Orléans-Kapelle des Pariser Coelestinerklosters bestattet und in der Schlachtengalerie im Schloss Versailles mit einer Büste geehrt. Sein Nachfolger wurde (mangels Alternativen) sein geistesschwacher Vorgänger Jean Louis d’Orléans.